# Pleotomus nigripennis
Pleotomus nigripennis is een keversoort uit de familie glimwormen (Lampyridae). De wetenschappelijke naam van de soort werd voor het eerst geldig gepubliceerd in 1884 door LeConte.